# Сукель (река)
Сукель (укр. Сукіль) — река в Калушском районе Ивано-Франковской области и Стрыйском районе Львовской области Украины. Левый приток реки Свича (бассейн Днестра).
Длина реки 67 км, площадь бассейна 276 км². Ширина реки 5-12 м, глубина 0,5-1,5 м. Скорость течения 30-60 м/мин. Уклон реки 15 м/км. Берега невысокие и обрывистые. Русло извилистое, в верховье порожистое, встречаются водопады, в низовьях сильно разветвленное со множеством островов. Имеет паводковый режим. Замерзает в конце декабря — начале января, вскрывается в середине марта. Ледостав неустойчив. От истока до города Болехов Сукель — типично горная река. Ниже Болехова имеет равнинный характер.
Берёт начало из источников в Украинских Карпатах на склонах хребта Зелемянка в Сколевских Бескидах. Течёт преимущественно на северо-восток. Впадает в Свичу на южной окраине села Подорожное.
Основной приток — Герыня (правый). Протекает через сёла Сукель, Казаковка, Буковец, Поляница, Тисов, Лысовичи, Задеревач и Великие Дедушичи, город Болехов.
Существует легенда, по которой название реки имеет тюркское происхождение и образуется из двух корней: «Су» — вода, «Киль» — идёт на нас.
В селе Поляница Сукель образует каскад живописных водопадов. Здесь река спадает несколькими широкими каскадами — своего рода лестницей. В 4 километрах отсюда расположены знаменитые Скалы Довбуша.